# Linus Roth
Linus Roth (sinh năm 1977) là một nghệ sĩ và là giảng viên vĩ cầm cổ điển người Đức. Ông đã có nhiều buổi biểu diễn quốc tế với tư cách là một nghệ sĩ độc tấu và nhạc sĩ thính phòng. Roth đặc biệt quan tâm đến âm nhạc của Mieczysław Weinberg, cũng là nhà soạn nhạc được Roth thu âm các tác phẩm hoàn chỉnh có phần độc tấu vĩ cầm. Roth từng là giáo viên tại Trung tâm Leopold Mozart, và là giám đốc nghệ thuật của một số lễ hội âm nhạc. Ông hiện đang chơi cây đàn Dancla Stradivarius chế tác năm 1703 được mượn từ Landesbank Baden-Württemberg.

## Thân thế
Linus Roth sinh năm 1977 ở Ravensburg nhưng lớn lên ở Biberach. Cha mẹ ông đều là nhạc công trong nhà thờ, qua đó ông  đã được dạy vĩ cầm từ khi còn nhỏ. Từ năm 12 tuổi, Roth theo học lớp dự bị của nghệ sĩ vĩ cầm Nicolas Chumachenco tại trường âm nhạc Musikhochschule Freiburg. Sau đó, ông học vĩ cầm tại trường Musikhochschule Lübeck dưới sự dẫn dắt của Zakhar Bron từ năm 1983 đến năm 1986, sau đó ông học Ana Chumachenco ở Zürich và München. Roth tốt nghiệp với tấm bằng nghệ sĩ độc tấu và tiếp tục việc học của mình từ học bổng của Quỹ Anne-Sophie Mutter.

## Sự nghiệp
Đĩa CD khởi đầu của Roth phát hành năm 2006 đã được trao giải Echo Klassik cho hạng mục nghệ sĩ mới xuất sắc nhất. Với niềm yêu thích đặc biệt đối với các tác phẩm của nhà soạn nhạc Mieczysław Weinberg, Roth đã thu âm tất cả các tác phẩm của nhà soạn nhạc có phần độc tấu vĩ cầm với cây đàn Dancla Stradivarius chế tác năm 1703. Ông đã đứng lên khởi xướng và là người đồng sáng lập Hiệp hội Mieczysław Weinberg Quốc tế nhằm quảng bá những buổi hòa nhạc và bản thu âm các tác phẩm của Weinberg. Sau khi thu âm các bản sonata cho vĩ cầm và bản concerto của Weinberg, Roth đã thu âm ba bản sonata độc tấu vĩ cầm vào năm 2015 xen kẽ với "Three Fantastic Dances" của Shostakovich trong một bản chuyển soạn cho vĩ cầm và dương cầm với nghệ sĩ José Gallardo. Nhận xét về bản sonata thứ hai mang tính phức tạp, một nhà phê bình cho rằng Roth đã mang đến "mức độ nhất định về cường độ có thể chấp nhận được, sắp xếp rành mạch các đoạn đối thoại, độc tấu và các đoạn nhạc khác nhau về mặt nhịp điệu của nó". Roth nhận được giải thưởng Echo Klassik lần thứ hai vào năm 2017 cho bản thu âm concerto của Tchaikovsky và concerto số 2 của Shostakovich với Dàn nhạc Giao hưởng Luân Đôn dưới sự chỉ huy của nhạc trưởng Thomas Sanderling.
Roth còn là nghệ sĩ biểu diễn độc tấu với các dàn nhạc như Staatsorchester Stuttgart, Württemberg Chamber Orchestra, Münchener Kammerorchester và SWR Symphonieorchester. Các nhạc trưởng mà ông đã hợp tác bao gồm Gerd Albrecht, Herbert Blomstedt, Andrey Boreyko, Dennis Russell Davies, Hartmut Haenchen, Manfred Honeck, James Gaffigan, Mihkel Kütson và Antoni Wit.
Các đối tác âm nhạc thính phòng của Roth bao gồm nghệ sĩ dương cầm Itamar Golan, nghệ sĩ cello Nicolas Altstaedt, Gautier Capuçon và Danjulo Ishizaka, nghệ sĩ vĩ cầm Kim Kashkashian và Nils Mönkemeyer, nghệ sĩ kèn oboe Albrecht Mayer và nghệ sĩ kèn clarinet Andreas Ottensamer. Ông cũng làm giáo viên vĩ cầm tại Trung tâm âm nhạc Leopold Mozart ở Augsburg từ năm 2012. Năm 2019, Roth còn là giám đốc nghệ thuật lần thứ 10, cũng là lần cuối cùng của cuộc thi vĩ cầm quốc tế Internationaler Violinwettbewerb Leopold Mozart Augsburg. Ông cũng là nggườii thành lập lễ hội âm nhạc Ibiza Concerts ở Ibiza vào năm 2014, và là giám đốc nghệ thuật của lễ hội âm nhạc Schwäbischer Frühling ở Ochsenhausen từ năm 2017.
Roth đang chơi cây đàn Dancla Stradivarius chế tác năm 1703 được mượn từ ngân hàng toàn cầu Landesbank Baden-Württemberg.

## Giải thưởng
- Giải nhất cuộc thi Jugend musiziert năm 1992[1]
- Giải nhất cuộc thi Deutscher Musikwettbewerb năm 2003[11]
- Giải thưởng Echo Klassik năm 2006 cho hạng mục nghệ sĩ mới xuất sắc nhất (Bester Nachwuchskünstler)[1][5]
- Giải thưởng Echo Klassik năm 2017 cho hạng mục bản thu âm concerto của năm (Konzerteinspielung des Jahres)[1][5]